# بمباران درسدن در جنگ جهانی دوم
بمباران درسدن حمله‌ای به شهر درسدن، مرکز ایالت زاکسن آلمان بود که در واپسین ماه‌های جنگ جهانی دوم در جبهه اروپا رخ داد. در چهار یورش بین ۱۳ تا ۱۵ فوریه ۱۹۴۵، ۷۷۸ بمب‌افکن نیروی هوایی سلطنتی بریتانیا و ۵۲۷ بمب‌افکن نیروهای هوایی ایالات متحده بیش از ۳٬۹۰۰ تن بمب انفجاری قوی و بمب‌های آتش‌زا (بمب‌های بشکه‌ای و فسفری) را بر این شهر فرو ریختند. طوفان آتش ناشی از آن مساحتی به بزرگی ۱۵ مایل مربع (۳۹ کیلومتر مربع) از مرکز شهر را نابود کرد و بین ۲۲۰٬۰۰۰ تا ۲۵۰٬۰۰۰ نفر کشته شدند. البته این نخستین شهری نبود که به این شیوه بمباران شد؛ بلکه پیش از آن شهرهای دیگر از جمله هامبورگ و چندین شهر دیگر به این گونه مورد بمباران قرار گرفتند. همچنین بسیاری از قربانیان به دلیل کمبود اکسیژن ناشی از آتش‌سوزی جان خود را از دست دادند.
|                                                                               |  |  |
| نمایی از شهر درسدن در ۱۹۱۰ (راست) - نابودی بیش از ۹۰٪ شهر در اثر بمباران (چپ) |  |  |

پس از پایان جنگ تا امروز بحث درباره موجه بودن و  درستی حملات، یکی از موضوعات اخلاقی محل گفتگو بوده است.

## ویژگی‌های درسدن
شهر تاریخی درسدن پایتخت ایالت زاکسن آلمان و معروف به «فلورانس بر کرانه البه» یا «جعبه جواهر» بود. این شهر با پیشینه تاریخی خود عمدتاً شامل ساختمان‌های زیبایی بود که با سبک‌های معماری گوتیک و باروک ساخته شده بودند و به منظور جلوگیری از آسیب این بناها و حفظ فضای سنتی شهر، بیشتر کارخانه‌ها در حومه شهر ساخته می‌شدند. درسدن یک قطب مهم صنعتی و ارتباطی آلمان نازی بود. چندین کارخانه ساخت مهمات، قطعات هواپیما، و جنگ‌افزارهای دیگر در این شهر بودند. نیروهای پیاده‌نظام، تانک، و توپ از طریق جاده و راه‌آهن عبوری از این شهر به دیگر نقاط آلمان می‌رفتند. صدها هزار آواره آلمانی نیز بعد از فرار از جنگ وارد این شهر شده بودند.

## تصمیم به حمله
نیروی هوایی سلطنتی بریتانیا در آن زمان می‌گفت که درسدن بزرگترین شهری است که هرگز از هوا بمباران نشده است. جمع‌بندی فرماندهان نیروی هوایی این بود که حمله به درسدن می‌تواند با جابجایی تجهیزات نظامی آلمان نازی، و سپس مختل کردن روند تخلیه آوارگان از مناطق شرقی، به پیشروی ارتش شوروی کمک کند. همچنین گستردگی حمله، باعث ایجاد ترس در مردم، نظامیان، و دولت آلمان نازی شود.

## جزئیات حمله
حمله به درسدن روز ۱۳ فوریه ۱۹۴۵ آغاز شد. در آن شب نزدیک به ۸۰۰ بمب‌افکن نیروی هوایی سلطنتی بریتانیا که توسط هواپیماهای مسیریاب هدایت می‌شدند به طرف درسدن پرواز کردند. قرار بود هواپیماهای مسیریاب با انداختن منور محدوده بمباران را به مرکزیت استادیوم اوستراگگ مشخص کنند. هواپیماهای بریتانیایی در ۲۵ دقیقه ۱۸۰۰ بمب روی درسدن ریختند.
در دوره جنگ مرسوم بود که هواپیماهای آمریکایی در روشنایی روز حمله‌های بریتانیا را ادامه دادند. در عرض دو روز ۵۲۰ هواپیمای نیروی هوایی ایالات متحده آمریکا بر فراز درسدن به پرواز درآمدند تا ایستگاه پخش ریلی را بمباران کنند. اما آنها همه شهر را بمباران کردند.
مردم غیرنظامی به پناهگاه گریختند اما نخستین موج حمله باعث قطعی برق شد. برای همین بعضی‌ها درست در هنگام آغاز موج دوم حمله، پناهگاه‌ها را ترک کردند. چه مردمی که در پناهگاه‌ها ماندند و چه مردمی که از آنجا فرار کردند بر اثر خفگی جان خود را از دست دادند. زیرا آتش، اکسیژن هوا را می‌سوزاند. بسیاری از اجساد که در پناهگاه‌ها پیدا شدند بر اثر دمای بسیار بالای آتش‌سوزی در حالی جان دادند که لباس‌هایشان سالم باقی مانده اما اعضای بدنشان بر اثر گرمای غیرمستقیم سوخته و به خاکستر تبدیل شده بود.

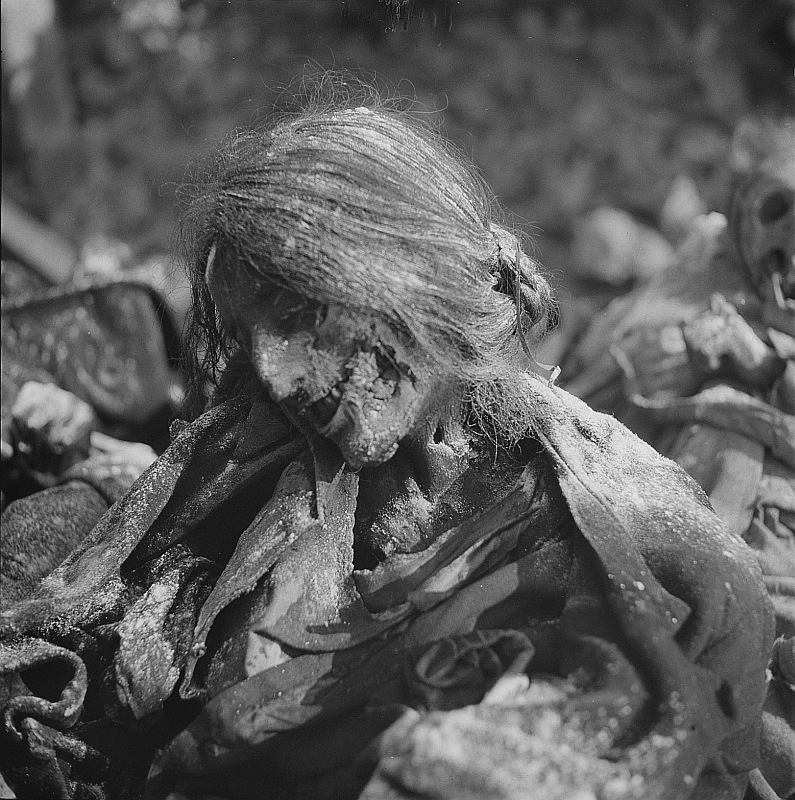
پیکر زغال‌شدهٔ یک زن در پناهگاه حملات هوایی

## ویرانی
بخش عظیمی از این بناهای زیبای تاریخی درسدن بر اثر بمباران متفقین نابود شدند. بمب‌های ریخته‌شده، ترکیبی از مواد منفجره و آتش‌زا بودند. مواد منفجره ساختمان‌ها را منفجر می‌کردند و مواد آتش‌زا با آتش زدن آنچه باقی‌مانده بود باعث افزایش خرابی‌ها و نابودی هرآنچه مانده بود، می‌شدند. شمار کشتگان غیرنظامی بین ۱۲٬۰۰۰ تا ۴۰٬۰۰۰ تخمین زده شده‌است. البته بسیاری از جمله کرت وانه‌گت که از نزدیک شاهد بمباران درسدن بوده آمار کشته‌ها رادر کتاب سلاخ‌خانه شماره پنج ۱۳۴٬۰۰۰ نفر ذکر کرده‌است.

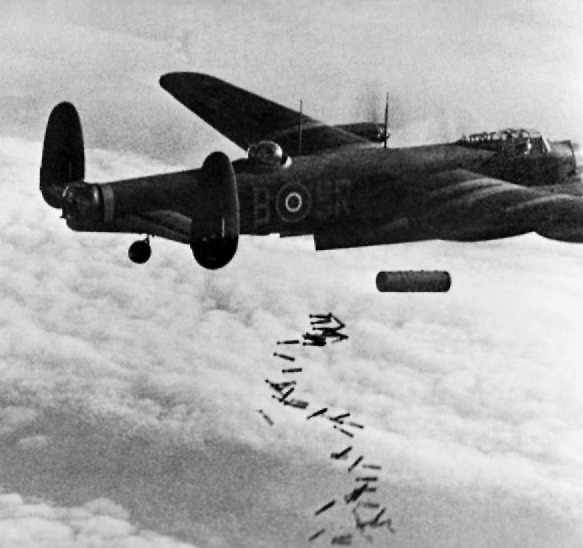
آورو لانکاستر نیروی هوایی سلطنتی بریتانیا

بمباران دستکم ۱۲ هزار خانه را ویران کرد و در مناطق مرکزی شهر، نزدیک به ۷۰۰ آپارتمان، شمار زیادی مغازه و واحد مسکونی به‌طور کامل نابود شدند.

## تلفات حمله‌کنندگان
در این حمله نابودی ۷ جنگنده و سرنشینان آنها ۱ بوئینگ بی-۱۷ فلایینگ فورترس و ۶ آورو لانکاستر نابود شدند. از  ۶ آورو لانکاستر سه فروند آن به خاطر اصابت اشتباهی بمب‌های خودی سرنگون شدند.

## توجیه حمله
یک گزارش نیروی هوای آمریکا در سال ۱۹۵۳ نوشت که درسدن ۱۱۰ کارخانه و ۵۰٬۰۰۰ کارگر را در پشتیبانی از اقدامات نظامی آلمان در خود جای داده بود. بنابراین «درسدن هدف نظامی مشروعی بود» و حمله، مغایرتی با «خط مشی تهاجمی موجود آن زمان» نداشت. بر پایه این گزارش ۲۳٪ ساختمان‌های صنعتی و دستکم ۵۰ درصد ساختمان‌های مسکونی درسدن نابود شدند.

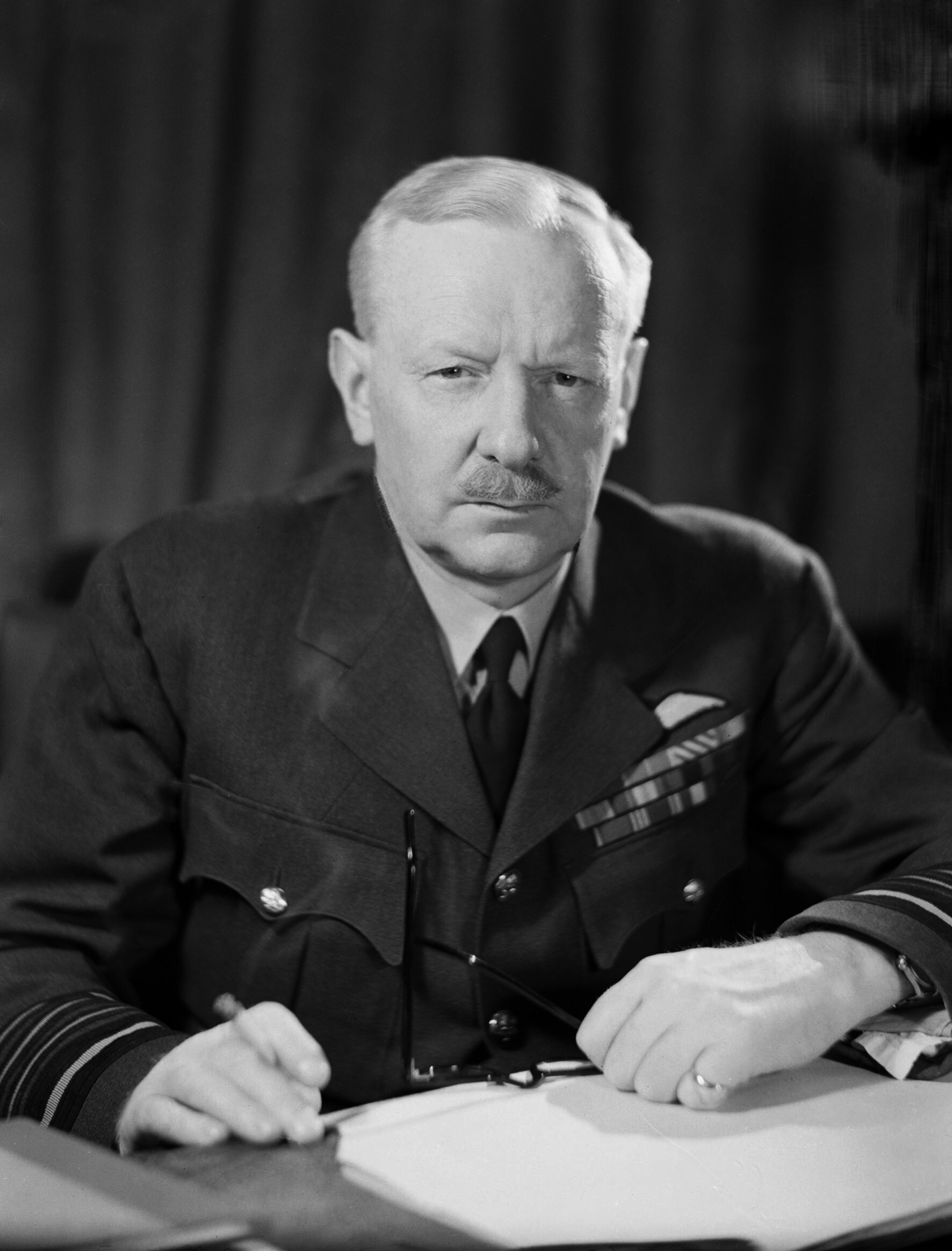
آرتور هریس، فرمانده بمب‌افکن‌های نیروی هوایی سلطنتی بریتانیا

برخلاف این گزارش، پژوهشگران زیادی این گونه استدلال کرده‌اند که زیرساخت‌های مخابراتی، پل‌ها و مناطق گسترده صنعتی خارج از شهر، هیچ‌یک به‌طور کامل هدف قرار نگرفتند. این‌طور استدلال شده که درسدن یک مرکز مهم تاریخی و فرهنگی و بدون اهمیت نظامی یا با اهمیت نظامی کم بوده و بمباران مناطق، بدون هیچ فرقی بین نظامی بودن یا نبودن آنها و بی هیچ تناسبی با اهداف نظامی بود.

## پاسخ‌های سیاسی زمان جنگ

### آلمان
آلمان نازی بلافاصله از این بمباران برای حمله به متفقین استفاده کرد. وزارت رایش برای روشنگری مردم و پروپاگاندا مدعی شد که در درسدن اصلاً صنایع نظامی وجود نداشت و صرفاً شهری فرهنگی بود. نازی‌ها ادعا کردند ۲۰۰ هزار غیرنظامی در این شهر جان باخته‌اند. گزارش شده که یوزف گوبلس، وزیر رایش برای روشنگری مردم و پروپاگاندا ۲۰ دقیقه به شدت گریست. پس از آن او حملهٔ شدیدی به هرمان گورینگ فرماندهٔ لوفت‌وافه کرد و گفت: اگر قدرت آن را داشتم پیش از دادگاه او را دار می‌زدم.

### بریتانیا
گفته شده که در این حملات برای نخستین بار مردم کشورهای متفق از نیروهای خود در مورد اقدامات آنان برای شکست آلمان انتقاد کردند.
مسئولیت کامل بمباران بر عهده وینستون چرچیل نخست‌وزیر بریتانیا است. گرچه او بعداً با ابراز تردید در لزوم اجرای این بمباران، تلاش کرد از آن فاصله بگیرد. چرچیل در پانویسی نوشت: «به نظرم وقتش رسیده است که مساله بمباران شهرهای آلمان به منظور وحشت‌زایی صرف را، فرای بهانه‌هایی که برایش می‌تراشند دوباره بررسی کنیم. تردیدها نسبت به این بمباران‌ها در پی تخریب درسدن حسابی بالا گرفته است».

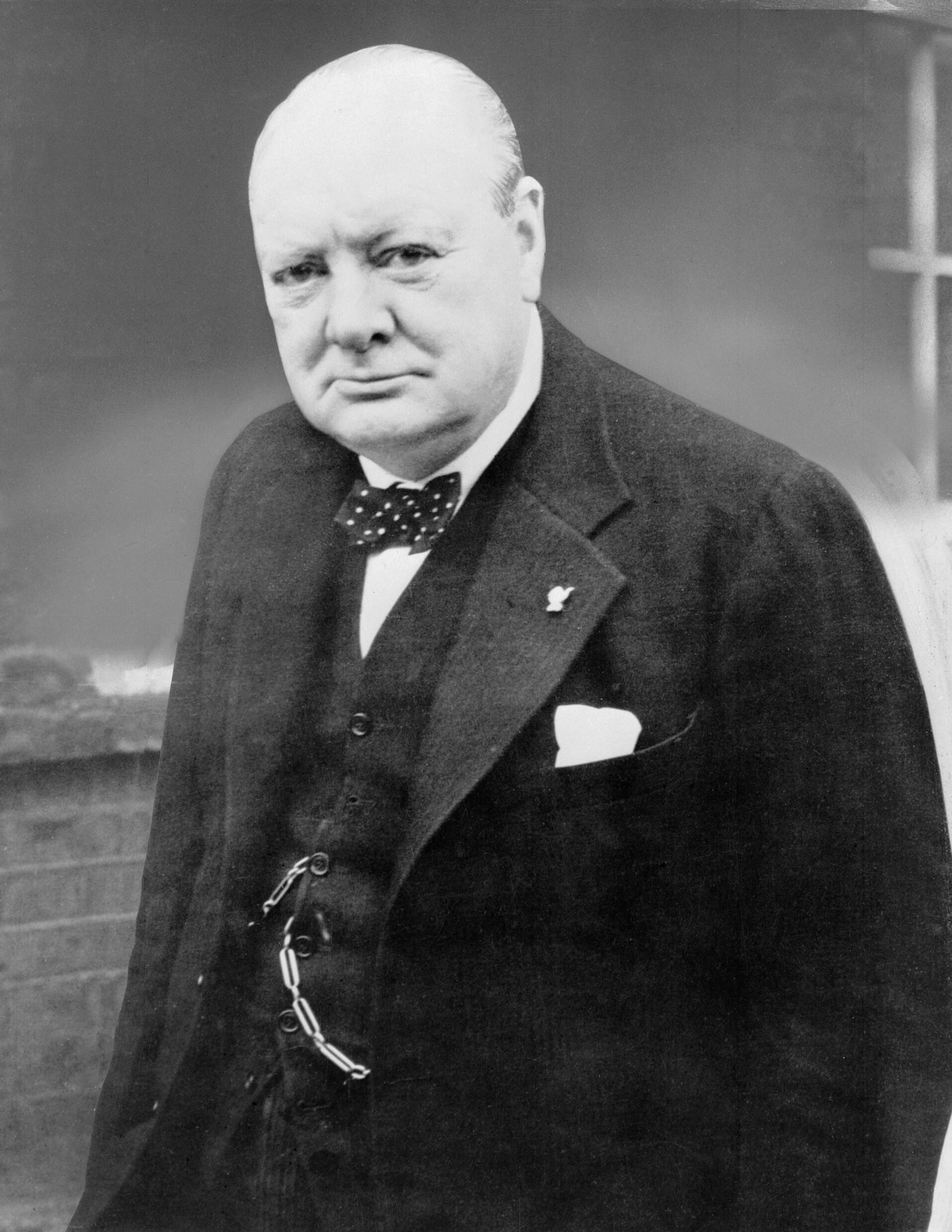
مسئولیت کامل بمباران بر عهده وینستون چرچیل نخست‌وزیر بریتانیا است. گرچه او بعداً تلاش کرد از آن فاصله بگیرد.

دانشنامه بریتانیکا تا ویرایش ۱۹۵۸ خود هیچ ارجاعی به بمباران درسدن در مدخل مربوط به این شهر نکرده بود.

## ادعاهای جنایت جنگی
گونتر گراس نویسندهٔ آلمانی این واقعه را یک جنایت جنگی خوانده‌است. یورگن گانسل رهبر حزب دموکرات ملی آلمان (ان‌پ‌د) دست راستی‌ترین حزب آلمان، این واقعه را یک کشتار جمعی خوانده‌است.

## پیامدها
در بریتانیا الیزابت، شهبانوی مادر از بنای یادبود مردی که حملات درسدن را رهبری کرد پرده‌برداری کرد. سال‌ها پس از این واقعه در سفر ملکه الیزابت دوم به این شهر ۳۵٬۰۰۰ نفر از مردم درسدن علیه او تظاهرات کردند. امروز نیز برخی از شخصیت‌ها و نمایندگان مجلس عوام بریتانیا ارزش این حمله را زیر سؤال می‌بردند.
گفتگو بر سر توجیه استفاده متفقین از بمباران هوایی به طور کلی، و حمله به درسدن به طور ویژه، تا به امروز ادامه دارد. برخی بر این باورند که حمله به درسدن یک شکست اخلاقی برای متفقین و حتی یک جنایت جنگی است اما مدافعان این عملیات می‌گویند بخشی ضروری از یک جنگ تمام‌عیار برای شکست آلمان نازی بود.
حمله به درسدن به نمادی برای باورمندان به تئوری‌های توطئه و برخی راست‌گرایان تندرو (از جمله انکارگران هولوکاست و احزاب افراطی) تبدیل شد که آمار منتشره توسط حزب نازی را واقعی می‌دانند و هر سال برای این بمباران مراسم یادبود می‌گیرند.

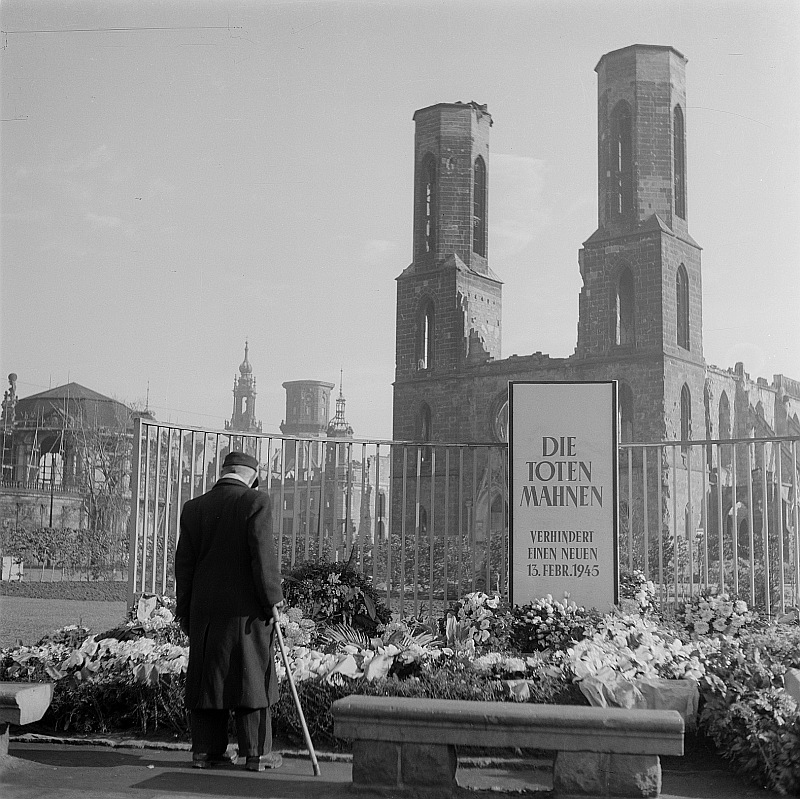
یادبود کشته‌شدگان بمباران درسدن

## تأثیر در فرهنگ مردم
رمان سلاخ‌خانه شماره پنج (۱۹۶۹) نوشتهٔ کرت وانه‌گت نویسنده معاصر آمریکایی بر پایه تجربهٔ شخصی او به عنوان یک اسیر جنگی در درسدن بود. در این کتاب داستان اسرای آمریکایی گفته می‌شود که در زمان بمباران درسدن در یک سلاخ‌خانه در زیر زمین گرفتار هستند و هنگامی که نجات می‌یابند جز ویرانی چیزی نمی‌بینند. سلاخ‌خانه شماره پنج از این لحاظ قابل توجه است که نویسنده به وضعیت «داستان» کاملاً آگاه است. آگاه به این موضوع که نمی‌توان همه فجایع جنگ و مسائل یک جامعه را در قالب «داستان» بازگو و بازنمایی کرد. با این همه در این رمان خواننده همراه با نویسنده بین دو نقطه رفت‌وآمد می‌کند که یکی، تاریخ به معنای امر اتفاق‌افتاده درگذشته (شاید حقیقت) و دومی، داستان به مثابه امری تخیلی و البته حقیقی‌تر، ملموس‌تر و عینی‌تر از متن تاریخی است.
کرت وانه‌گت می‌نویسد: «درسدن به شعله‌ای بزرگ تبدیل شده بود. این شعله همه ترکیبات آلی را بلعید و هر چه را که سوختنی بود سوزاند» و پس از پایان حمله: «شهر، دیگر مانند سطح ماه شده بود، چیزی جز مواد معدنی نبود. سنگ‌ها هم داغ شده بودند. در آن حوالی آدم زنده‌ای دیده نمی‌شد».